# Doctrine (ORM)
Doctrine est un ORM (couche d'abstraction à la base de données) pour PHP. Il s'agit d'un logiciel libre sous licence GNU LGPL.

Doctrine est l'ORM par défaut du framework Symfony (depuis la version 1.3 de ce framework). Cependant, son utilisation dans le cadre d'un projet développé avec Symfony est optionnelle. De plus, il peut être utilisé avec de nombreux autres frameworks tels que Zend Framework, CodeIgniter, FLOW3 ou encore Lithium.

## Historique
Lancé en 2006 par Konsta Vesterinen, le projet Doctrine est inspiré de l'ORM Java Hibernate et se base sur patron de conception data mapper.
Doctrine 2.0 est ensuite paru le 22 décembre 2010.

## Présentation
Pour comprendre où se situe Doctrine ORM, il faut savoir que Doctrine se compose de deux grandes parties :
- Doctrine ORM ;
- Doctrine DBAL.

Doctrine "ORM" (Mapping Objet-Relationnel ou Object Relational Mapping) se base sur Doctrine "DBAL" (Couche d'abstraction de base de données ou DataBase Abstraction Layer) qui également s'appuie sur PDO (PHP Data Objects). Il est à noter que PDO est activé par défaut depuis la version PHP 5.1 et ne fait pas partie de Doctrine.

### PDO
PDO est une interface objet permettant d’accéder à une base de données en PHP et qui élève le niveau de sécurité (via par exemple les requêtes préparées) par rapport aux méthodes classiques utilisant des fonctions devenues obsolètes depuis PHP 5.5.0 et retirées en PHP 7.0.0 (comme les fonctions "mysql_connect()" et "mysqli_insert()"), c'est une interface d'abstraction à l'accès aux données sur laquelle se base Doctrine DBAL.

### DBAL
DBAL se positionne juste au‑dessus de PDO. DBAL lui ajoute des fonctionnalités (quelques drivers) mais étend également la notion d'abstraction du simple accès aux données (en PDO) aux bases de données, ainsi Doctrine DBAL permet de manipuler les bases de données en offrant par exemple des fonctions qui listent les tables, les champs, le détails des structures, etc.

### ORM
ORM fournit la persistance transparente des objets PHP. C'est l'interface qui permet de faire le lien ou "mapping" entre les objets et les éléments de la base de données (que gère DBAL).
Si par exemple DBAL retourne dans la base de données une table "Article" avec 3 champs: "ID", "Titre" et "Contenu" et si l'application utilise un objet "Post" avec les attributs "ID", "Title" et "Content" (leur équivalent en anglais), ORM permettra très facilement de faire correspondre chaque attribut de l'objet Post au champ correspondant dans la table  via un fichier de mapping (format YAML, XML ou annotations dans un fichier PHP). Ainsi, un enregistrement correspond à une instance (et vice versa) et une table correspond à une classe (ou entité).

## Doctrine Query Language
Le Doctrine Query Langage (DQL) est un langage de requête orienté objet propre à Doctrine. Il peut être utilisé à la place du langage SQL pour créer les requêtes d'accès et de manipulation des données de la base de données. Sa syntaxe s'inspire du Hibernate Query Langage, le langage de requête d'Hibernate, et du Java Persistence Query Language, celui de JPA.

## Exemples d'utilisation
(juillet 2015).

### Select
```
$users
 
=
 
Doctrine
::
getTable
(
'users'
)
->
findAll
();

foreach
(
$users
 
as
 
$user
)
 
{

    
echo
 
"<h2>
$user->name
</h2>"
;

}

```

en fonction PHP :
```
function
 
getCategoryDescription
(
$id
)

{

    
$q
 
=
 
Doctrine_Query
::
CREATE
()

        
->
select
(
'description'
)

        
->
from
(
'Category c'
)

        
->
where
(
'c.category_id = ?'
,
 
$id
)

    
;

    
return
 
$q
->
fetchOne
();

}

```

fetchOne retourne un résultat, fetchArray, un tableau.
Ceci compte le nombre d'enregistrements pour une relation.
```
$q
 
=
 
Doctrine_Query
::
create
()

    
->
select
(
'u.*, COUNT(DISTINCT p.id) AS count_phonenumbers'
)

    
->
from
(
'User u'
)

    
->
leftJoin
(
'u.Phonenumbers p'
)

    
->
groupBy
(
'u.id'
)

;

$users
 
=
 
$q
->
fetchArray
();

echo
 
$users
[
0
][
'Phonenumbers'
][
0
][
'count_phonenumbers'
];

```

### Insert
```
 
$user
 
=
 
new
 
User
();

 
$user
->
name
 
=
 
'John'
;

 
$user
->
password
 
=
 
'Doe'
;

 
$user
->
save
();

 
echo
 
"L'utilisateur avec l'id 
$user->id
 a été ajouté"
;

```

### Update
```
  
$user
 
=
 
Doctrine
::
getTable
(
'user'
)
->
findOneById
(
2
);

  
$user
->
phone
 
=
 
'+33 1 23 45 67 89'
;

  
$user
->
save
();

```

### Delete
```
  
$user
 
=
 
Doctrine
::
getTable
(
'user'
)
->
findBySlug
(
'kevin-smith'
);

  
$user
->
remove
();

```

## SQL natif
Par ailleurs, Doctrine permet également d'exécuter des requêtes SQL, ce qui peut s'avérer utile lorsque des annotations doivent être interprétées en commentaire. Exemple :
```
$query
 
=
 
$this

    
->
getEntityManager
()

    
->
getConnection
()

    
->
prepare
(
'SELECT * FROM maTable'
)

;

$query
->
execute
();

var_dump
(
$query
->
fetchAll
());

```

Ou :
```
var_dump
(

    
$this

        
->
get
(
'doctrine.dbal.default_connection'
)

        
->
executeQuery
(
'SELECT * FROM maTable'
)

        
->
fetchAll
(
\PDO
::
FETCH_ASSOC
)

);

```

## Histoire
Le projet Doctrine a été lancé par Konsta Vesterinen en 2006. Il repose sur une communauté de développeurs et reçoit des contributions, notamment du projet Google Summer of Code.
Doctrine 1.0.0 a été publié en 2008.
La première version stable de Doctrine 2.0 date de 2010.

## Influences
Doctrine a été influencé par de nombreux projets et de nombreuses personnes. La principale influence est l'ORM Java Hibernate. Le but du projet Doctrine est de fournir un outil équivalent dans le langage PHP.